# 34819 Nandininaidu
34819 Nandininaidu è un asteroide della fascia principale. Scoperto nel 2001, presenta un'orbita caratterizzata da un semiasse maggiore pari a 2,7030502 au e da un'eccentricità di 0,0361265, inclinata di 4,28247° rispetto all'eclittica.